# مبارك الفاضل شداد
مبارك الفاضل شداد (1915 - 1980s ) سياسي ومهني طبي سوداني. عمل أخصائيًا في أمراض النساء والتوليد، وأصبح في النهاية مديرًا لمستشفى أم درمان التعليمي. شارك بنشاط في الجمعية الطبية السودانية ولعب دورًا في ثورة أكتوبر 1964 الشعبية، حيث دعا إلى التغيير السياسي في السودان. خدم شداد في مجلس السيادة السوداني الثاني وشغل لفترة وجيزة منصب رئيس الدولة. كما ترأس الجمعية التأسيسية لكن أطاح به انقلاب عام 1969.

## النشأة والتعليم
ولد مبارك الفاضل شداد عام 1915 في بارا، بالسودان. أكمل شهادة الدبلوم من مدرسة كيتشنر للطب عام 1934 ثم عمل في أم درمان والخرطوم وجوبا وياي وسنجا وسنار والدمازين والقضارف والأبيض.

## المسيرة طبية
عمل شداد في مستشفى أم درمان التعليمي 1961-1964 حيث أصبح أخصائيًا أول في أمراض النساء والتوليد، ثم مديرًا. امتدت مساهماته إلى مجلس الجمعية الطبية السودانية، حيث شارك بنشاط في عدة دورات من عام 1961 إلى عام 1964.

## الحياة السياسية
بالإضافة إلى مساعيه الطبية والأكاديمية، شغل مناصب رئيسية مثل سكرتير المؤتمر العام للخريجين في جوبا من عام 1939 إلى عام 1940، والرئيس من عام 1943 إلى عام 1945. صاغ المؤتمر العام للخريجين أول مذكرة عام 1942 تطالب بالاستقلال عن الاحتلال الأنجلو-مصري. شغل منصب رئيس بلدية الأبيض وتولى في نفس الوقت منصب رئيس الاتحاد المحلي لكرة القدم من 1951 إلى 1956. 

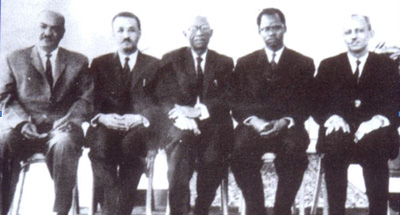
اللجنة الثانية للسيادة (3 ديسمبر 1964 – 10 يونيو 1965) من اليسار إلى اليمين: تيجاني الماحي ومبارك شداد وإبراهيم يوسف سليمان ولويجي أدوك بونج جيكوميو وعبد الحليم محمد

كان شداد أحد ممثلي نقابة الأطباء إبان ثورة أكتوبر 1964 الشعبية، وكان في طليعة الحركة التي أدت إلى تغييرات سياسية كبيرة في السودان. عُرض عليه منصب رئاسة الوزراء لكنه رفض هذه الفرصة بسبب رئاسة الفريق عبود في ذلك الوقت.  بعد عزل عبود، تولى أدوارًا في مجلس السيادة السوداني الثاني، حيث شغل منصب عضو ثم كرئيس بالتناوب من 3 ديسمبر 1964 إلى 10 يونيو 1965. كان رئيسًا للمجلس، وبالتالي رئيسًا للدولة في الفترة ما بين 1-31 يناير 1965 و1-10 يونيو 1965.
أصبح شداد رئيسًا للجمعية التأسيسية لدورة 1966-1968، التي حُلت لاحقًا بسبب الانقلاب السوداني عام 1969.